# ريتشارد وليامز (مهندس)
ريتشارد وليامز (بالإنجليزية: Richard Williams)‏ هو مهندس بريطاني، ولد في 1960.